# Георгиева, Магдалена
Магдалена Стоянова Георгиева (болг. Магдалена Стоянова Георгиева; род. 7 декабря 1962, Брестовица, Пловдивская область) — болгарская гребчиха, выступавшая за сборную Болгарии по академической гребле в 1980-х годах. Бронзовая призёрка летних Олимпийских игр в Сеуле, чемпионка мира, обладательница бронзовой медали регаты «Дружба-84», победительница и призёрка регат национального значения.

## Биография
Магдалена Георгиева родилась 7 декабря 1962 года в селе Брестовица Пловдивской области, Болгария.
Занималась академической греблей в Пловдиве в местном гребном клубе «Тракия».
Рассматривалась в числе кандидаток на участие в Олимпийских играх 1984 года в Лос-Анджелесе, однако Болгария вместе с несколькими другими странами социалистического лагеря бойкотировала эти соревнования по политическим причинам. Вместо этого Георгиева выступила на альтернативной регате «Дружба-84» в Москве, где выиграла бронзовую медаль в одиночках.
Первого серьёзного успеха на взрослом международном уровне добилась в сезоне 1985 года, когда вошла в основной состав болгарской национальной сборной и побывала на чемпионате мира в Хазевинкеле, откуда привезла награду бронзового достоинства, выигранную в зачёте парных двоек.
В 1986 году на мировом первенстве в Ноттингеме стала серебряной призёркой в одиночках, уступив на финише только титулованной восточногерманской спортсменке Ютте Хампе.
На чемпионате мира 1987 года в Копенгагене одержала победу в одиночках.
Благодаря череде удачных выступлений удостоилась права защищать честь страны на летних Олимпийских играх 1988 года в Сеуле — в программе парных одиночек в финальном решающем заезде пришла к финишу третьей, пропустив вперёд немку Ютту Берендт и американку Энн Марден — тем самым завоевала бронзовую олимпийскую медаль.
После сеульской Олимпиады Георгиева ещё в течение некоторого времени оставалась в составе гребной команды Болгарии и продолжала принимать участие в крупнейших международных регатах. Так, в 1989 году она выступила на мировом первенстве в Бледе, где дважды поднималась на пьедестал почёта: получила бронзу в парных двойках и парных четвёрках.
В 1990 году стартовала в двойках и четвёрках на чемпионате мира в Тасмании, но на сей раз попасть в число призёров не смогла — в обеих дисциплинах финишировала в финале шестой. Вскоре по окончании этих соревнований приняла решение завершить спортивную карьеру.